# NGTS-1b
NGTS-1b — екзопланета класу Гарячий юпітер у системі червоного карлика NGTS-1 у сузір'ї Голуба. Знаходиться на відстані 600 світлових років від Землі.